# Rupit i Pruit
Rupit i Pruit är en kommun i Spanien.   Den ligger i provinsen Província de Barcelona och regionen Katalonien, i den östra delen av landet, 500 km öster om huvudstaden Madrid. Antalet invånare är 307. Arean är 48 kvadratkilometer. Rupit i Pruit gränsar till La Vall d'en Bas, Sant Feliu de Pallerols, Les Planes d'Hostoles, Susqueda, Sant Hilari Sacalm, Vilanova de Sau, Tavertet och Santa Maria de Corcó. 
Terrängen i Rupit i Pruit är kuperad.